# Archidiecezja Hangzhou
Archidiecezja Hangzhou (łac. Archidioecesis Hamceuvensis, chiń. 天主教杭州总教区) – rzymskokatolicka archidiecezja ze stolicą w Hangzhou, w Chińskiej Republice Ludowej.

## Sufraganie archidiecezji Hangzhou
Sufraganiami archidiecezji Hangzhou są diecezje:
- Lishui
- Ningbo
- Taizhou
- Yongjia

## Historia
10 maja 1910 z mocy decyzji Piusa X, wyrażonej w brewe Quae christiano nomini, erygowano wikariat apostolski Zachodniego Zhejiangu. Dotychczas wierni z tych terenów należeli do wikariatu apostolskiego Zhejiangu przemianowanego tego dnia na wikariat apostolski Wschodniego Zhejiangu (obecnie diecezja Ningbo).
3 grudnia 1924 zmieniono nazwę na wikariat apostolski Hangzhou.
W wyniku reorganizacji chińskich struktur kościelnych dokonanych przez Piusa XII bullą Quotidie Nos, 11 kwietnia 1946 wikariat apostolski Hangzhou podniesiono do godności archidiecezji i stolicy metropolii.
Z 1950 pochodzą ostatnie pełne, oficjalne kościelne statystyki. Archidiecezja Hangzhou liczyła wtedy:
- 27 003 wiernych (0,4% społeczeństwa)
- 62 księży (30 diecezjalnych i 32 zakonnych)
- 120 sióstr zakonnych
- 32 parafie.

Od zwycięstwa komunistów w chińskiej wojnie domowej w 1949 archidiecezja, podobnie jak cały prześladowany Kościół katolicki w Chinach, nie może normalnie działać. Od tego wydarzenia przez wiele lat oficjalnie działający arcybiskupi nie byli w łączności z papieżem. Pomiędzy mianowanymi przez komunistyczny rząd hierarchami a klerem wielokrotnie dochodziło do napięć. We wrześniu 2004 nielegalnie wyświęcony abp Matthew Cao Xiangde zwrócił się do Stolicy Apostolskiej z prośbą o akceptację. 8 czerwca 2008 papież Benedykt XVI uznał go za biskupa katolickiego, jednak bez przydziału jurysdykcji, której nie otrzymał od papieża do śmierci w 2021. 12 czerwca 2024 papież Franciszek, za porozumieniem z władzami ChRL, mianował arcybiskupem Josepha Yanga Yongqianga.

## Ordynariusze Hangzhou

### Wikariusz apostolski Zachodniego Zhejiangu
- Paul-Albert Faveau CM (10 maja 1910 - 3 grudnia 1924)

### Wikariusze apostolscy Hangzhou
- Paul-Albert Faveau CM (3 grudnia 1924 - 18 lutego 1937)
- Jean-Joseph-Georges Deymier CM (18 lutego 1937 - 11 kwietnia 1946)

### Arcybiskup Hangzhou
- Jean-Joseph-Georges Deymier CM (11 kwietnia 1946 - 2 kwietnia 1956)
- sede vacante (być może urząd sprawowali biskupi Kościoła podziemnego) (2 kwietnia 1956 - 12 czerwca 2024)
- Joseph Yang Yongqiang (12 czerwca 2024 - nadal)

### Arcybiskupi bez mandatu papieskiego
Archidiecezją Hangzhou rządziło trzech, uznawanych przez Stolicę Apostolską za nieprawowitych, arcybiskupów. Należeli oni do Patriotycznego Stowarzyszenia Katolików Chińskich i zostali mianowani z polecenia komunistycznych władz chińskich bez zgody papieża. Są to:
- Matthias Wu Guohuan (1958 – 1987)
- John Zhu Fengqing (1988 – 12 grudnia 1997)
- Matthew Cao Xiangde (2000 - 9 lipca 2021)